# Elbert Lee Trinkle
Elbert Lee Trinkle, född 12 mars 1876 i Wytheville, Virginia, död 25 november 1939 i Richmond, Virginia, var en amerikansk demokratisk politiker. Han var Virginias guvernör 1922–1926.
Trinkle utexaminerades 1895 från Hampden-Sydney College och avlade sedan 1898 juristexamen vid University of Virginia. Han arbetade därefter som advokat och var sedan med om att grunda försäkringsbolaget Shenandoah Life Insurance Company i Roanoke. Han var länge företagets vice vd och senare verkställande direktör.
Trinkle efterträdde 1922 Westmoreland Davis som guvernör och efterträddes 1926 av Harry F. Byrd. Trinkle avled 1939 och gravsattes på East End Cemetery i Wytheville. I Wytheville finns numera ett museum, E. Lee Trinkle Regional Visitors Center, med en utställning om Trinkles liv.